# Церковь Святого Антония Падуанского (Фужине)
Церковь Святого Антония Падуанского в Фужине (хорв. Crkva sv. Antuna Padovanskog u Fužinama) — католический храм в деревне Фужине, расположенной на западе Хорватии.

## История
Несмотря на обилие в XIX веке трудов по географии и религиозному наследию Лики и Горского Котара, составленных такими исследователями как: Андрия Рачки, Драгутин Хирц и Иво Перчич Чологович, об истории Фужине и находящейся в ней приходской церкви Святого Антония Падуанского информации достаточно мало. Из того что известно следует то, что церковь на месте нынешнего храма Святого Антония Падуанского существовала ещё в первой половине 1720-х годов, была расположена возле Фужинского кладбища и принадлежала Ликскому приходу, вплоть до основания в 1725 году местного прихода. В 1727 году для этой церкви был отлит колокол, однако уже в начале XIX века он был перемещён в расположенную неподалёку и построенную в 1802 году церковь Святого Креста. В начале того же XIX века церковь Святого Антония было решено перестроить, для чего 31 июля 1809 года на месте старого здания был заложен фундамент новой церкви, на основе которого вскоре были возведены четырёхметровые стены, однако из-за вторжения наполеоновских войск строительство было заморожено.
После исхода французских войск и упразднения Иллирийских провинций, Фужине перешла под австрийскую власть, которая несмотря на призывы епископов Мирко Ожеговича и Ивана Крстителя Йежича не проявляла энтузиазма в строительстве и обновлении храмов в Королевстве Иллирия, вследствие чего строительство новой церкви было завершено лишь в 1833 году. В обновлённую церковь 25 апреля 1824 года был помещён алтарь, освящённый во имя Святого Иосифа, а спустя почти два десятилетия был вмонтирован резной алтарь Святого Антония Падуанского. В 1901 году стены и своды церкви были расписаны художником Марко Антонини, что положило начало масштабной реконструкции потолочных перекрытий храма, продлившихся вплоть до начала Первой мировой войны. После проведённой в 1917 году реквизиции три из четырёх колоколов церкви были демонтированы властями, оставившими лишь один небольшой колокол, датированный 1512 годом.